# 凯文·雷·门多萨
凯文·雷·门多萨（Kevin Ray Mendoza，1994年9月29日—）是一名出生于丹麦的菲律宾足球运动员，司职门将。目前效力马来西亚超级足球联赛俱乐部吉隆坡市，也代表菲律宾国家足球队。

## 荣誉

### 俱乐部
吉隆坡市
- 马来西亚杯冠军：2021年
- 亞洲足協盃亚军：2022年[4]